# Jacques Dupriez
Pour les articles homonymes, voir Dupriez.
Jacques Dupriez est un violoniste, altiste et barytoniste belge.

## Biographie
Le parcours pour le moins atypique de Jacques Dupriez commence par le prix de violon au Concours Dexia-Classics.
À l’âge de 16 ans, il réussit le même jour les deux examens d’entrée à l’Opéra du Théâtre Royal de la Monnaie et au Conservatoire Royal de Musique de Bruxelles. D’abord violoniste dans l’orchestre, il voyage dans un univers de musique baroque, classique, d’opéra, de jazz, de jam-sessions, de studios d’enregistrement, de tournées dans le monde du Show Business, etc.
Il fait un voyage d’études intéressant aux États-Unis au Mannes College of Music de New York et à la Julliard School où il profite de son passage dans la métropole américaine pour suivre les cours du violoniste Albert Markov.
À son retour en Europe au Conservatoire, il décroche d’emblée dans la classe d’Edith Volckaert, les Premiers Prix et Diplômes Supérieurs de violon, de Musique de Chambre ainsi que la bourse Carton de Wiart. Déjà lauréat dans sa jeunesse du « Concours Pro Civitate » il se perfectionne ensuite auprès de Carlo Van Neste dont il devient l’assistant pour le cours de Musique de Chambre à la Chapelle Musicale Reine Elisabeth.
Cependant un projet d’enfance voit son dessein se profiler: étant toujours attiré par le son grave de l’Alto, il retourne au Conservatoire comme simple élève, et y décroche le Prix d’Alto Lequime et Jadot devenant ainsi alto solo de l’orchestre Philharmonique d’Anvers.

## Carrière
La carrière internationale de Jacques Dupriez est très chargée, tant par les voyages que par les créations d’œuvres pour violon-alto et/ou le violon-baryton, qu’avec son ensemble à géométrie variable “ViaMusica”.
Il participe à de nombreux festivals et crée plusieurs sociétés de Musique de Chambre de par le monde. Parmi ceux-ci, le « Festival d’Instruments et Musiques Rares » où le nouveau Violon-Baryton est à l’honneur. Nombreux sont ses élèves qui aujourd’hui sont lauréats des plus grandes compétitions mondiales et également collègues dans la vie active du monde très vaste de la musique. 
Jacques Dupriez est l’un des altistes les plus en vue aujourd’hui: il est invité par les orchestres au Japon, en Espagne, Belgique, Italie, présent dans les Cycles et Festivals de Fayence, Biarritz, Paris, Bucarest, Genova, Zaragoza, San Francisco, New York, Budapest, Tokyo etc.
Il est sollicité par la Cour Impériale du Japon, où il continue de se rendre chaque année.
Il a entrepris une collaboration artistique avec plusieurs compositeurs à travers le monde, par le biais de tournées et enregistrements pour les différentes radios européennes qui lui consacrent des émissions radios et télévisées en direct.
Il détient une abondante discographie et une dizaine de créations mondiales annuelles avec le nouveau « Violon-Baryton », qui sont toujours accueillies avec le plus grand enthousiasme par le public et les éloges de la presse tels que les magazines comme Diapason, Le Monde de la musique, Classica, Joker et Crescendo.
De plus, il est directeur artistique des « Masterclasses & Festival des Instruments et Musiques Rares » au Château de Farnières-Vielsalm (Luxembourg) et chargé de cours de musique de chambre au Conservatoire Royal de Musique de Bruxelles. 

## Discographie (sélective)
- "Russian Dreams"
- "Romantic Dreams"
- "Ensemble Joseph Jongen"
- "The Arriaga Quartett"
- "The Belgian Chamber Artists"
- "L'Ensemble Orchestral de Bruxelles"
- "Metamorphosis 1"
- "Le Maître et L'Elève" - avec Noë Inui (violon)
- "Latino Americano"